# 09IV型核潛艇

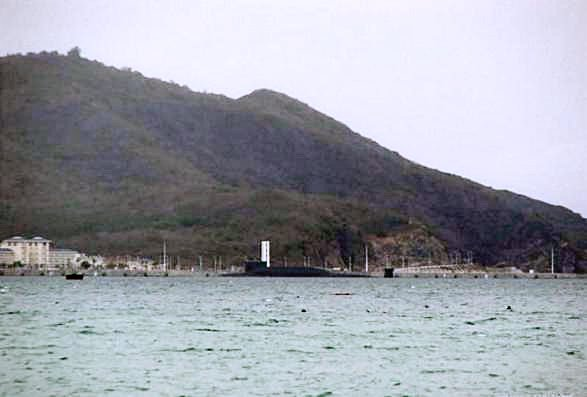
094型核潛艇於三亚綜合保障基地

09IV型核潜艇（北约代号：晋级，英语：Jin-class）是为中国人民解放军海军开发的新型弹道导弹核潜艇，用于取代老旧的09II型核潜艇。该艇由中国船舶重工集团公司武汉第二船舶设计研究所（719所）设计，由中国船舶重工集团公司渤海造船重工业公司（渤海造船厂）建造。
2013年10月底，中国中央电视台等中国官方媒体42年来首次在高调曝光解放军海军核潜艇部队情况时，在未提及型号的前提下报道了部分与09IV型核潜艇相关的信息。2015年美国战略司令部已经确认该潜艇进入战备巡航阶段，具有直接攻击美国的二次核打击能力。2018年4月12日，艇身带有填角、龟背更加高耸的094A型战略核潜艇，在海军南海阅舰式中领導所有参阅的48艘军舰，第一个登场出现在媒体镜头中。据美国太平洋舰队司令塞缪尔·帕帕罗上将2022年11月19日称，中国在六艘094型核潜艇上已部署巨浪-3型洲际导弹。

## 建造历史
09IV型核潜艇的开发始于1980年代末1990年代初，总设计师是张金麟
；首艇于1999年开始建造，2004年7月完工。至2009年秋，该型潜艇已经服役2艘，并且完成极限深潜、水下高速、深海发射战雷等试验与考核。在2008年中国军力报告中，美国国防部估计09IV型核潜艇已经进入服役，并以保持最少一艘处于战斗值班状态。
2016年2月5日，英国《经济学人》周刊网站报道：“2月4日至8日举行的印度国际舰队检阅将吸引来自50多个国家的舰船。这一次是在印度的东海岸，这是向东边另一个正在崛起的海军大国——中国发出的一个信号。印度希望展现自己在印度洋的主导地位。尽管如此，为了睦邻友好，中国已同意参加此次检阅活动。中国在这场竞赛中已处于领先地位。目前，中国拥有4艘第二代晋级核潜艇，而且正在测试在核潜艇上安装巨浪-2潜射导弹。这些导弹的射程为7400公里。”
2016年7月初，媒体报道曝光，在中国海南新基地内，出现了疑似094A/094G战略核潜艇，该艇较之前的094核潜艇外形有非常显著的改进：艇身拐角处的填角。该艇时间在今年出现，和093A/093G型攻击核潜艇一样，围壳的舷窗也取消了。海牙国际仲裁庭公布“南海岛屿争端仲裁案”结果之前，有媒体再度报道疑似094A核潜艇出海巡航的消息”。
2018年4月12日，在南海阅舰式所有参阅的48艘军舰中，两艘094A型战略核潜艇出场亮相，艇身的围角清晰可见，龟背更加高耸；这也是094/094A型战略核潜艇第一次公开出现在媒体镜头中。
2020年6月8日，据美国《国家利益》网站报道，美国最新报告宣称，中国于今年5月新服役两艘094型战略核潜艇，“使其水下核威慑舰队的规模已接近美国的一半”，“使美国本土遭到核打击的风险大增”。
2021年4月23日，在海南省三亚某军港，新一艘094A型战略/弹道导弹核潜艇入列南海舰队/南部战区海军，中央军委授予其“长征18号”舰名，舷号421。
2023年4月，五角大楼透露：解放军已经装备6艘094型战略核潜艇，并且开启了24小时不间断实施战备巡航的新模式，这给了西方巨大的冲击和战略压力。
2023年5月，社交媒体透露：中国海军094A型战略核潜艇“长征-18”号，在关岛以西800公里处上浮。
2023年5月11日，央视《新闻联播》节目，报道习近平回信勉励海军094型核潜艇“长征九号”艇员的新闻时，展示了战略核潜艇的内部舱室镜头。
2024年6月18日，有澎湖漁民在臺灣海峽中線附近海域作業時，突然發現一艘核潛艇（可能为094型）浮上海面，隨後由鄭州號飛彈驅逐艦伴護駛往中國大陸，臺灣方面有关人士推测可能是機械出了問題；前中華民國海軍司令陳永康称，潛艇歲修時即會以浮航的方式返回葫蘆島大修。

## 设计
09IV型核潜艇与09III型核潜艇都采用了水滴形船体，安装有四个水平舵。在外形特征上分析09IV型艇体与09II型艇体有延续关系，艇体中段弹道导弹舱尺寸增大，可搭载中国巨浪-2型潜射弹道导弹或巨浪-3型潜射弹道导弹。09IV型核潜艇的水上排水量约8000吨，水下排水量约11000吨，是中国所有潜艇中第一款突破万吨级大关的潜艇；此外亦引进俄罗斯核潜艇技术和现代工艺以改进噪音性能。在装备该型艇后，中国人民解放军海军的海基核打击能力得到很大的提升，并将淘汰老旧的09II型核潜艇。

### 武器

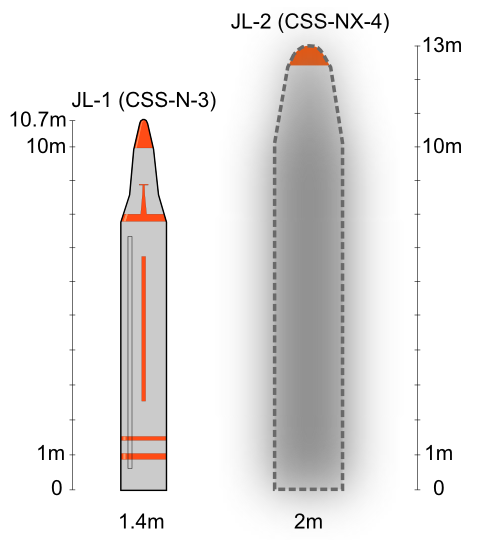
巨浪-1和巨浪-2导弹

#### 导弹
09IV型核潜艇可携带12枚巨浪-2潜射弹道导弹，该型导弹由中国航天科工集团公司第四研究院研制，是一种三级固体燃料推进的弹道导弹，以陆基型东风-31洲际弹道导弹的技术改装而来，该导弹最大射程为8000公里。改进型094A型战略核潜艇，更高的“龟背”里可携带改进型的巨浪-2A型洲际弹道导弹，射程进一步增加到11000公里，也可携带更先进的巨浪-2AG型潜射弹道导弹，射程可达12000公里。
2022年11月19日，美国太平洋舰队司令、海军上将帕帕洛表示，中国在六艘094型战略核潜艇上部署了“巨浪-3”洲际弹道导弹，并称中国如此部署是为了获得从近海向美国发起攻击的能力，以此来威胁美国。

#### 鱼雷
该型艇配备6个533毫米鱼雷发射管，携带12枚鱼-3型（SET-65E）鱼雷，该型鱼雷采用主动和被动式标头，战斗部重205千克，最大射程15公里，航速40节。该型艇还能携带尾流自导鱼雷和线导反潜艇鱼雷。

### 声纳
09IV型核潜艇安装有先进的声纳系统，包括艇艏声纳和H/SQC-207型舷侧声纳。

### 推进系统
该型艇的推进系统包括核反应堆、涡轮发动机和电力系统，安装有一台压水反应堆，采用单轴驱动。